# جان هیوز
جان ویلدن هیوز جونیور (به انگلیسی: John Wilden Hughes, Jr.) ‏ (۱۹۵۰–۲۰۰۹) نویسنده، کارگردان و تهیه‌کننده آمریکایی بود که به خاطر برخی از پرفروش‌ترین کمدی‌های دهه ۸۰ و ۹۰ میلادی شهرت دارد.

## آثار
- آقای مادر (۱۹۸۳)
- شانزده شمع (۱۹۸۴)
- کلوپ صبحانه (۱۹۸۵)
- روز تعطیل فریس بولر (۱۹۸۶)
- هواپیماها، قطارها، ماشین‌ها (۱۹۸۷)
- او یک بچه دارد (۱۹۸۸)
- عمو باک (۱۹۸۹)
- تنها در خانه (۱۹۹۰)
- سوی موفرفری (۱۹۹۱)
- ۱۰۱ سگ خالدار (۱۹۹۶)
- فلابر (۱۹۹۷)
- تنها در خانه ۲: گم‌شده در نیویورک (۱۹۹۲)
- روز گردش بچه (۱۹۹۴)
- تنها در خانه ۳ (۱۹۹۷)

## درگذشت
در ۵ آگوست ۲۰۰۹، هیوز و همسرش برای دیدار با پسرشان جیمز و نوه جدیدشان به شهر نیویورک سفر کردند. جیمز گفت که به نظر می‌رسد پدرش در آن شب در سلامت به سر می‌برد و خانواده برای روز بعد برنامه‌ریزی کرده‌اند. صبح روز ۶ آگوست، هیوز در حال قدم زدن در نزدیکی هتل خود در خیابان ۵۵ وست در منهتن بود که دچار حمله قلبی شد. وی را سریعاً به بیمارستان روزولت منتقل کردند و در آنجا در سن ۵۹ سالگی مرگ او اعلام شد. مراسم خاکسپاری هیوز در ۱۱ آگوست در شیکاگو برگزار شد.